# エラ・イートン・ケロッグ
エラ・イートン・ケロッグ（Ella Eaton Kellogg, 1853年4月7日-1920年6月14日）は、アメリカ合衆国の栄養学の先駆者であった。1875年、ケロッグはバトルクリークサナトリウムを訪れ、衛生の分野に興味を持ち、1年後にサナトリウム衛生学校に入学した。 その後、彼女はグッドヘルス誌の編集スタッフに加わり、1879年にバトルクリークサナトリウムの監督であるジョン・ハーヴェイ・ケロッグ博士と結婚した。

### 帰属
- この記事には現在パブリックドメインとなったGardner, Washington (1913). HISTORY OF CALHOUN COUNTY MICHIGAN (Public domain ed.). p. 1350からの記述が含まれています。

- この記事には現在パブリックドメインとなったKellogg, John Harvey (1920). In Memoriam, Ella Eaton Kellogg (Public domain ed.)からの記述が含まれています。

- この記事には現在パブリックドメインとなったLeonard, John William (1914). Woman's Who's who of America: A Biographical Dictionary of Contemporary Women of the United States and Canada, 1914-1915 (Public domain ed.). American Commonwealth Company. p. 449からの記述が含まれています。

- この記事には現在パブリックドメインとなったLiterary Century (1893). Michigan Woman's Press Association (Public domain ed.). Literary Centuryからの記述が含まれています。